# Vashti Thomas
Vashti Thomas (San José, California, 21 de abril de 1990) es una atleta de atletismo que compite en los 100 metros con vallas y salto de longitud. 

## Biografía
Thomas ganó los 100 metros con vallas en los Juegos Mundiales Universitarios de 2013 en Kazán, Rusia, marcando 12,61 segundos, un récord del juego. Thomas, cuyo padre es de ascendencia panameña, representó a Panamá en los Juegos Centroamericanos y del Caribe de 2014 en Xalapa, México, donde terminó séptima en salto de longitud con un salto de 5,87 m.

## Récords Personales
| Evento            | Marca   | Competencia                         | Lugar                              | Día                 |
| ----------------- | ------- | ----------------------------------- | ---------------------------------- | ------------------- |
| Triple salto      | 13.14 m |                                     | Gilroy, California, Estados Unidos | 23 de mayo de 2008  |
| Salto de longitud | 6.97 m  | Pruebas olímpicas de Estados Unidos | Eugene, Oregón, Estados Unidos     | 29 de junio de 2012 |
| 200 metros        | 22.75   |                                     | Pueblo, Colorado, Estados Unidos   | 25 de mayo de 2013  |
| 100 metros vallas | 12.61   | Universiadas                        | Kazán, Rusia                       | 10 de julio de 2013 |
| 100 metros        | 11.63   |                                     | Joensuu, Finlandia                 | 24 de julio de 2014 |

## Competencias Internacionales
| Año                                | competencia                          | lugar                              | Posición                           | Evento                             | Notas                              |
| Representando a los Estados Unidos | Representando a los Estados Unidos   | Representando a los Estados Unidos | Representando a los Estados Unidos | Representando a los Estados Unidos | Representando a los Estados Unidos |
| ---------------------------------- | ------------------------------------ | ---------------------------------- | ---------------------------------- | ---------------------------------- | ---------------------------------- |
| 2013                               | Universiadas                         | Kazán, Rusia                       | 1.º                                | 100 metros vallas                  | 12.61                              |
| Representando a Panamá             |                                      |                                    |                                    |                                    |                                    |
| 2014                               | Juegos Centroamericanos y del Caribe | Xalapa, México                     | 7.º                                | Salto largo                        | 5.87 m                             |